# زتا سپر
زتا سپر یک ستاره است که در صورت فلکی سپر قرار دارد.